# Костёнковско-стрелецкая культура
Костёнковско-стрелецкая археологическая культура — древнейшая культура комплекса палеолитических стоянок близ села Костёнки в Хохольском районе Воронежской области (Костёнки XII – IA слой, Костёнки XI - 5-й слой). Выделена в 1957 году Александром Николаевичем Рогачёвым в Костёнковско-Борщевском районе. Название стоянки Стрелецкая 2 (Костёнки 6) и её каменный инвентарь послужили основой для выделения стрелецкой археологической культуры ранней поры верхнего палеолита. Для каменной индустрии стоянки Стрелецкая 2, открытой в 1952 году А. Н. Рогачевым, характерна развитая двусторонняя вторичная обработка наконечников дротиков и стрел — треугольных с вогнутым (чаще вписываются в равносторонний треугольник), спрямлённым или скруглённым основанием, в виде «листа тополя».
Большинство памятников стрелецкой культуры датируется возрастом 32—23 тыс. л. н. (Костёнки-12/1а, Гарчи-1, Сунгирь).
Первая хронологическая группа памятников стрелецкой культуры: Костёнки VI (5-й слой) и Костёнки XII (3-й слой), Стрелецкая II. Одна из переходных культур между средним и верхним палеолитом, наряду со сходными культурами Восточной  и Центральной Европы. Большинство исследователей в качестве источников генезиса стрелецкой культуры, к которой ряд исследователей относит стоянку Сунгирь, называют среднепалеолитические индустрии восточного микока Крыма. Однако, имеющиеся данные по хронологии, экологии, технологии и типологии микокского, леваллуа-мустьерского и пластинчатого мустьерского технокомплексов Восточной Европы не позволяют предполагать их участие в сложении верхнепалеолитических индустрий.
Стрелецкая культура представлена на пяти стоянках в Костёнках (К1-V, К6, К11-V, К12-III, Борщево 5-IV) и на стоянках Сунгирь, Гарчи 1, Непряхино и Высь вне Костёнок. На юге стрелецкая культура представлена стоянкой Бирючья 
Балка II на Северском Донце. Датировка стрелецкой культуры приходится между 45 тысяч лет назад для культурного слоя V Костёнки-1 и 34 тысяч лет назад на Сунгири, Выси и Гарчи 1.
Для костёнковско-стрелецкой культуры характерны наземные жилища длиной до 35 м и шириной до 9 м, изготовление палеолитических Венер, мотыги и др. Создана кроманьонцами (неоантропами).
Как отмечает П. М. Долуханов, на позднем этапе стрелецкая культура сосуществовала с более развитой спицынской культурой, имевшей все типичные верхнепалеолитические черты.